# San Romerio

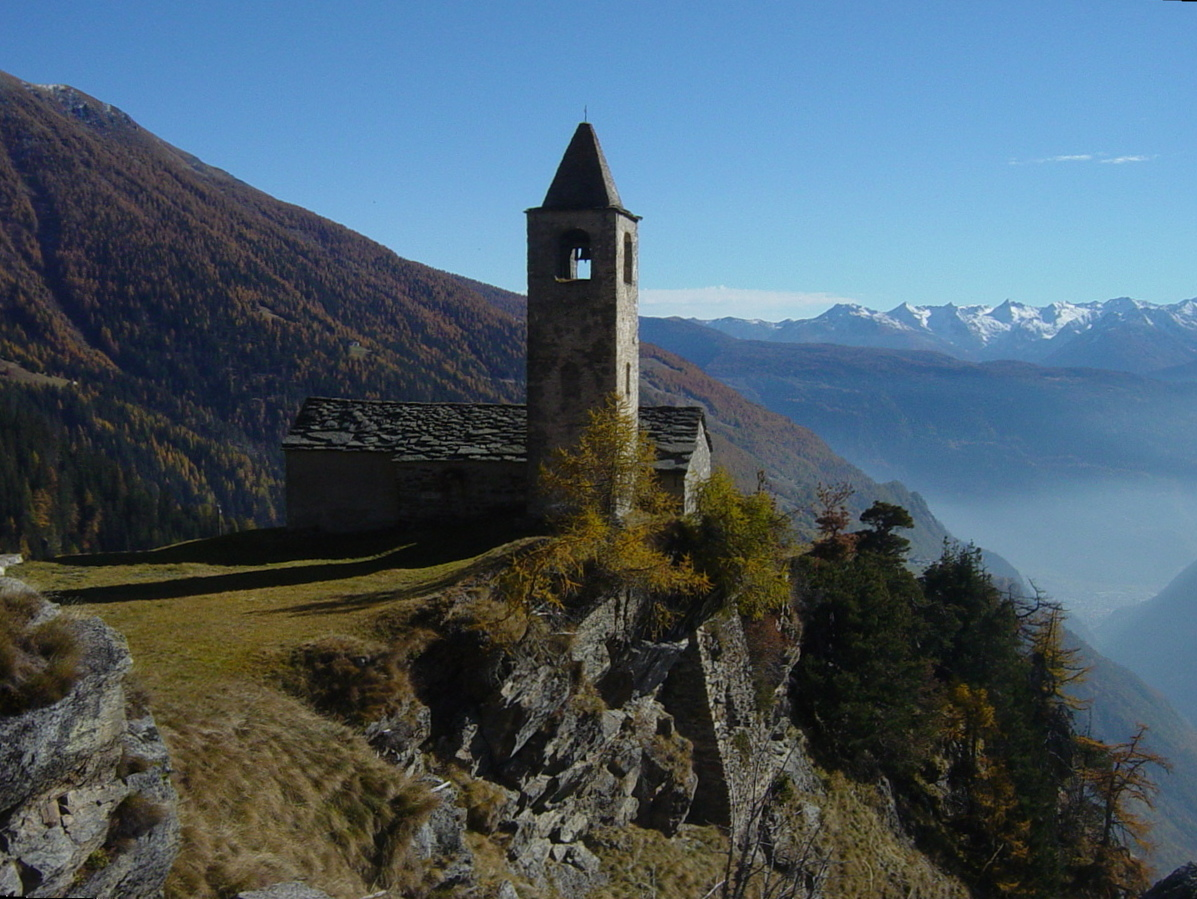
Ansicht der Kirche von Norden

Die Alpe San Romerio (im Puschlaver Dialekt: San Rumedi) liegt im südöstlichsten Teil der Schweiz im Kanton Graubünden im Val Poschiavo auf 1792 m ü. M. Sie ist vor allem bekannt für das gleichnamige Kirchlein, dessen Schiff wohl im Jahr 1055 errichtet wurde. Chor und Turm wurden im 15. bis 16. Jahrhundert angefügt. Als Remigiuskirche ist San Romerio dem Heiligen Remigius geweiht.

## Lage

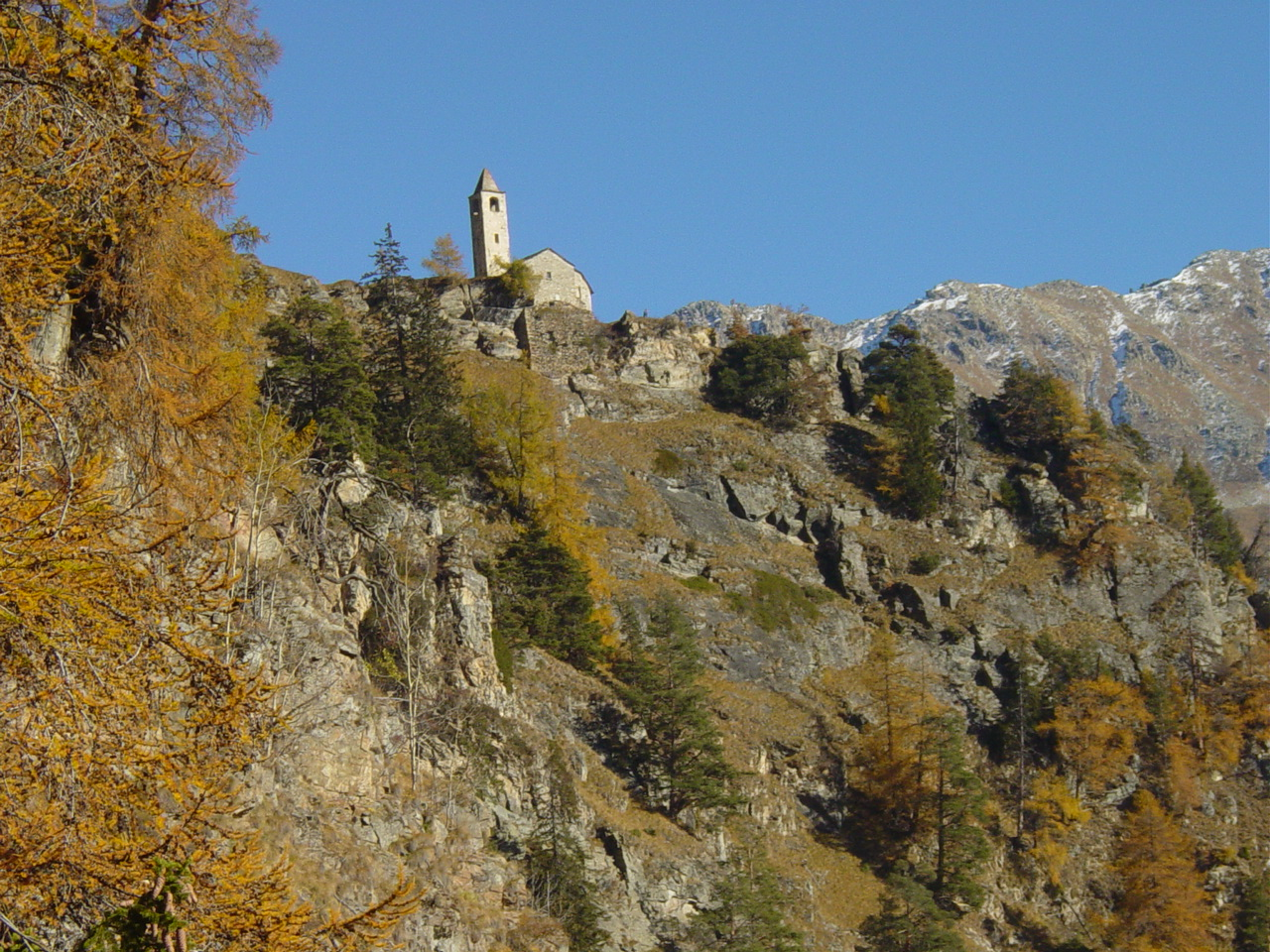
Blick von unten auf die Abbruchkante mit der darüber thronenden Kirche

San Romerio steht in landschaftlich grossartiger Lage 830 Meter über dem Seespiegel des Lago di Poschiavo auf einer Terrasse, die gleich neben dem Kirchlein steil bis zum Talgrund abfällt. Diese Terrasse liegt an der Südseite des Cornasc (2499 m ü. M.), der in den Landeskarten bis um 1960 noch als Pizzo San Romerio bezeichnet wurde. Von der Kirche hat man einen guten Ausblick über den unteren Teil des Puschlavs. Gegen Süden ist der Blick nach Tirano offen. 
Unter den Einheimischen des Tals macht der scherzhafte Ausspruch die Runde, welcher die Lage der Kirche zutreffend beschreibt: «Wer einmal vollständig um das Kirchlein läuft, wird niemals mehr krank.» Da das Kirchlein direkt an der steilen, senkrecht abfallenden Felsflanke liegt, kann es nicht umrundet werden, ohne dass man in die todbringende Tiefe fallen würde.
San Romerio liegt am Fernwanderweg Via Valtellina und ist von Poschiavo in etwa vier bis fünf Stunden Aufstieg zu erreichen. Für den Abstieg nach Tirano werden etwa vier Stunden benötigt. Es gibt zahlreiche weitere Wanderwege nach San Romerio, so zum Beispiel von Miralago oder Le Prese am Lago di Poschiavo. Mit Postauto oder Pkw ist über Viano (Brusio) ein Parkplatz nahe dem Maiensäss Piaz (laut Landeskarte Piazz) zu erreichen, von welchem nach San Romerio nur noch etwa eine halbe Stunde Fussweg nötig ist.
Zu dem Maiensäss gehören zwei Rundbauten, die als Milchkeller dienen.
Sie ist eine der Kirchenbauten, die den Saumpfad vom Rheintal nach Italien (Po-Ebene) flankieren, wie auch zum Beispiel Sta. Maria bei Pontresina, San Pietro bei Poschiavo oder Santa Perpetua in Tirano.

## Geschichte
«Im Mittelalter führte ein Saumweg von Tirano über Viano und San Romerio zum Berninapass, der schon zu römischer Zeit bestanden haben soll (nicht belegt).» Eine Urkunde aus dem Jahr 843 bestätigt diesen Saumweg. Andere Quellen bezeichnen diesen Saumweg als «Strasse zwischen Tirano und Poschiavo».
An diesem Saumweg wurde die Kirche um das Jahr 1055 errichtet, wie anlässlich der Restaurierung des Kirchleins im Sommer 2024 festgestellt werden konnte. Auch die erste urkundliche Erwähnung erfolgte in einem Kaufbrief vom 4. August 1055.:20
Im 11. und 12. Jahrhundert lebte auf San Romerio eine Gemeinschaft von gläubigen Männern, die «servitores de ecclesia (sancti Romedhii)». Die «Brüder» dieser Gemeinschaft waren erstmals 1087 erwähnt worden.:20 Aus einer Erklärung von 1154 geht hervor, dass zur Amtszeit von Guido Grimoldi als Bischof von Como (1096–1125) den Mitgliedern der Gemeinschaft die Regel des hl. Augustin übertragen worden waren.  Dies wird ihnen von seinem Nachfolger Bischof Ardizzone 1154 bestätigt. Daraus ist ersichtlich, dass die hier vereinigten Religiösen zwar Laien blieben, aber eine feste Ordensregel befolgten, ohne jedoch Mönche im eigentlichen Sinn zu sein.
In einer Urkunde vom 27. März 1237 wurde die Kirche mit jener von Santa Perpetua in Tirano, bei der eine ähnlich religiöse Niederlassung bestand, mit bischöflicher Genehmigung vereinigt.
Durch einen päpstlichen Erlass vom 27. September 1517 wurden die Kirchen San Romerio und Perpetua mit allen Rechten und Gütern ins neu gegründete Gotteshaus Santa Maria della Folla di Tirano (heute Santuario della Madonna) integriert. Seither diente San Romerio während der heissen Jahreszeit den Geistlichen aus dem Veltlin als Sommerstation. Es fand dann auch alljährlich von Tirano 431 m ü. M. aus eine grosse Prozession statt, die durch Weinberge, den Wald und über Alpweiden bis zur Kirche auf 1792 m ü. M. führte.

## Baubeschreibung

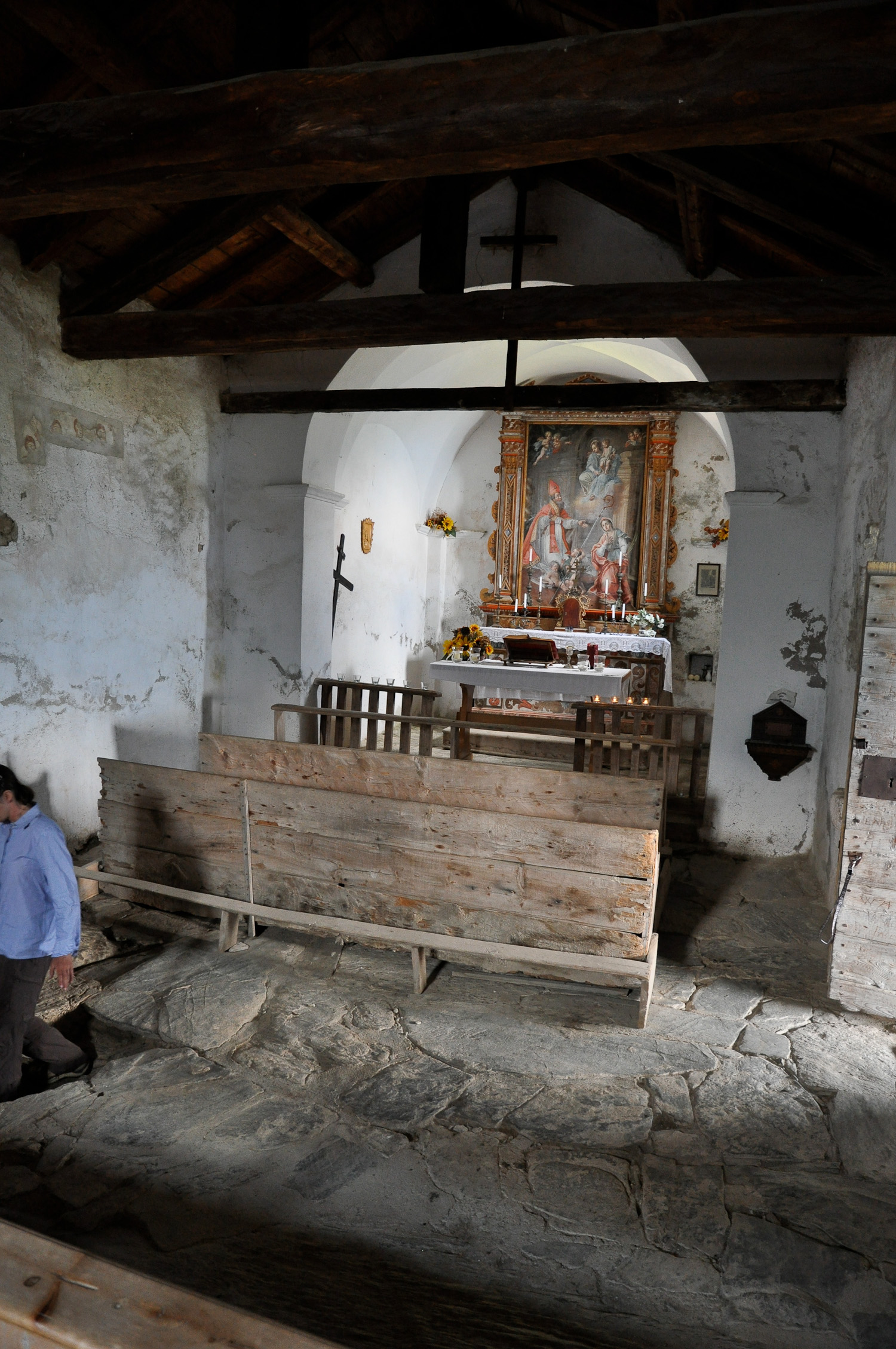
Innenraum

Die Kirche ist nach Osten gerichtet und besteht aus einem im Grundriss unregelmässig rechteckigen Schiff und einem annähernd quadratischen Chor. Der Chorbogen ist ungefasst und halbkreisförmig. Er trägt im Scheitel das Datum 1659. Der Dachstuhl über dem Schiff liegt offen. Der Boden ist bedeckt mit roh zugerichteten, unregelmässigen Steinplatten. Der Verputz der Schiffswände zeigt eine raue, der des Chores dagegen eine glatte Oberfläche.
Das natürliche Licht im Kircheninneren ist äusserst spärlich. In der Südseite des Chores ist ein Viereckfenster zu finden, in der südlichen Längsseite des Schiffes eine rundbogige geschlossene Lichtscharte, in der Westwand ein kleines Viereckfenster sowie noch eine kleine Scharte. Die Tür in der Südseite ist einfach viereckig, ebenso jene zum Turm, die durch eine im Inneren der Kirche roh aufgeschichtete Steintreppe von sechs Stufen zu erreichen ist.
Aus dem Schiff führt ferner ein Zugang zu einem südlich, nicht zusammenhängenden angefügten unregelmässig polygonalen Anbau, der auch durch eine nun zugemauerte rundbogige Türe von der Vorhalle her betreten werden konnte. Dieser wurde in späterer Zeit als Beinhaus verwendet, mag jedoch ehemals eine Seitenkapelle gewesen sein, worauf die Verbindung zum Schiff wie auch ein Wandbild des hl. Antonius Abt hinweist. Es ist ein hochrechteckiges Gemälde von provinzieller Arbeit, eingefasst von einer rot-weiss-grünen Borte, vermutlich aus dem ersten Viertel des 16. Jahrhunderts.
Der äussere Verputz ist nur noch am Chor – besonders an dessen Nordseite – in grösseren Partien erhalten, während er am Schiff mit Ausnahme von geringen Resten am Westgiebel abgefallen ist. Vor der Südwand des Schiffes liegt eine an den oben beschriebenen Anbau in gleicher Flucht anschliessende gemauerte offene Vorhalle. Das schwach geneigte, mit Steinplatten eingedeckte Dach geht in einheitlichem Zug über Schiff, Chor, Anbau und Vorhalle.
Der Turm steht an der Nordseite des Schiffes auf erhöhtem Niveau, wie schon am Zugang aus dem Schiff zu erkennen ist. Er besitzt keinerlei Gliederung, ist rau verputzt und weist im Erdgeschoss Lichtschlitze, im zweiten Stock einfache Halbrundfenster – gegen Osten und Süden vermauert – und oben breite, halbrunde Schallfenster auf. Die Gerüstlöcher stehen noch offen. Den Abschluss bildet eine Plattenpyramide.
Die sehr altertümliche Form des Schlitzfensters an der Südseite lässt die Annahme zu, dass das Schiff noch der ursprünglichen Kirche angehört. Der Chor ist, wie der lose Zusammenhang und die Putzunterschiede zeigen, späteren Datums. Jedoch muss er immerhin älter sein als das gegenwärtige Gewölbe, was aus den Unstimmigkeiten zwischen diesem und vorhandenen Eckpfeilern zu schliessen ist. Vielleicht entstand er – an Stelle eines alten Altarraumes unbekannter Form – nach 1517, als San Romerio mit Madonna di Tirano vereinigt wurde. Aus der Zeit um 1517 mag der südliche Anbau (Beinhaus) mit dem Antoniusbild stammen, wie auch der Turm, der aus einem Guss ist und nach der Form der Schallfenster und des Daches keinesfalls in die romanische Epoche gehört. Die Vorhalle ist jünger als das Beinhaus und gehört vermutlich zur Bauetappe von 1659.
Die Ausstattung der Kirche ist bescheiden. Der Altar verfügt über eine einfache, mit aufgelöster Verdachung bekrönte Umrahmung und entstand offenbar bei der Renovation von 1659. Das Bild – Muttergottes mit San Romerio und Perpetua – ist signiert: «1817 Domenico Faletti pinz.» Rechts des Eingangs, halb in eine kleine Wandnische hineingesetzt, findet sich ein schmuckloses Weihwasserbecken. In der Vorhalle liegt ein roh zugehauener Stein mit einer Schale von 46 cm Durchmesser und 20 cm Tiefe. Da für San Romerio ein Taufrecht nicht in Frage kommt, muss es sich auch hier um einen Stein einer alten Walkmühle handeln.
Die Glocke hat einen Durchmesser von 51½ cm. Die Inschrift lautet + SANCTE REMIGI ORA NOBIS 1627. Auf einer Plakette steht: BERTHOLOMEUS QUADRIUS PONTENSIS VALTELINE FECIT (hergestellt von Bertholomeus Quadrius von Ponte im Veltlin).

## Heutige Situation
Die Berghütte Ristorante e Rifugio Alpe San Romerio bietet Verpflegung und Übernachtungsmöglichkeiten in Doppel- und Mehrbettzimmern sowie Schlafsälen. Der Schlüssel zur Kirche wird dort aufbewahrt.
Am letzten Sonntag im Juli findet alljährlich das traditionelle Fest von San Romerio statt.